# قایین-تاله (شهرستان قره‌کولجه)
قایین-تاله (به لاتین: Kayyn-Talaa) یک روستا در قرقیزستان است که در شهرستان قره‌کولجه واقع شده‌است. قایین-تاله ۱٬۳۶۴ نفر جمعیت دارد.